# Muminmuseum

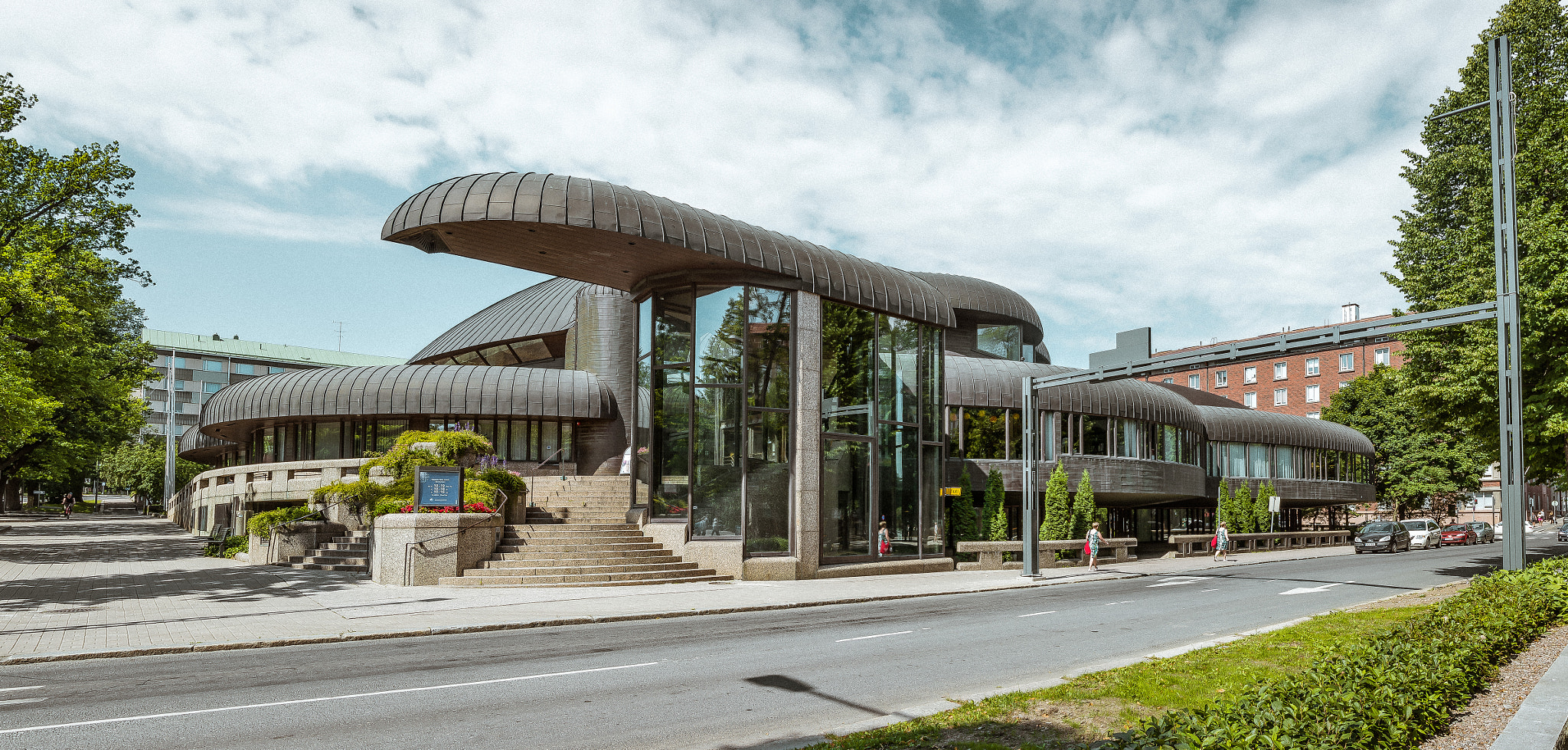
Stadtbibliothek "Metso", ehemaliger Standort des Muumimuseo (1987-2016)

Die Tampere-Halle, heutiger Standort des Muumimuseo

Muminmuseum (finnisch:  Muumimuseo), früher bekannt unter dem Namen Muumilaakso (finnisch für Mumintal), ist ein Museum in Tampere in Finnland. Es zeigt seit 1987 Kunstwerke rund um die Mumins, fiktive Wesen aus den Kinderbüchern der finnlandschwedischen Künstlerin und Autorin Tove Jansson.
Das Muminmuseum befindet sich in der Tampere-Halle. Seine Sammlung umfasst ca. 2000 Stücke. Dazu gehören Originalillustrationen der Mumin-Bücher von Tove Jansson, Dioramen der Künstlerin Tuulikki Pietilä, die Szenen aus der Welt der Mumins zeigen, und ein fünfstöckiges Muminhaus, gebaut von Tove Jansson, Tuulikki Pietilä und Pentti Eistola. Zum Museum gehört eine Bibliothek, die Ausgaben der Mumin-Bücher in verschiedenen Sprachen bereitstellt.
Von 1987 bis 2016 befand sich das Museum unter dem Namen Muumilaakso im Erdgeschoss bzw. Untergeschoss der Stadtbibliothek Metso in Tampere. (2013 wurde ein Teil der Exponate im Kunstmuseum von Tampere ausgestellt.) Im Oktober 2016 wurde es vorübergehend geschlossen und am 17. Juni 2017 mit einer größeren Ausstellungsfläche und moderneren Gestaltung neu eröffnet.